# Herrschaft Wittem

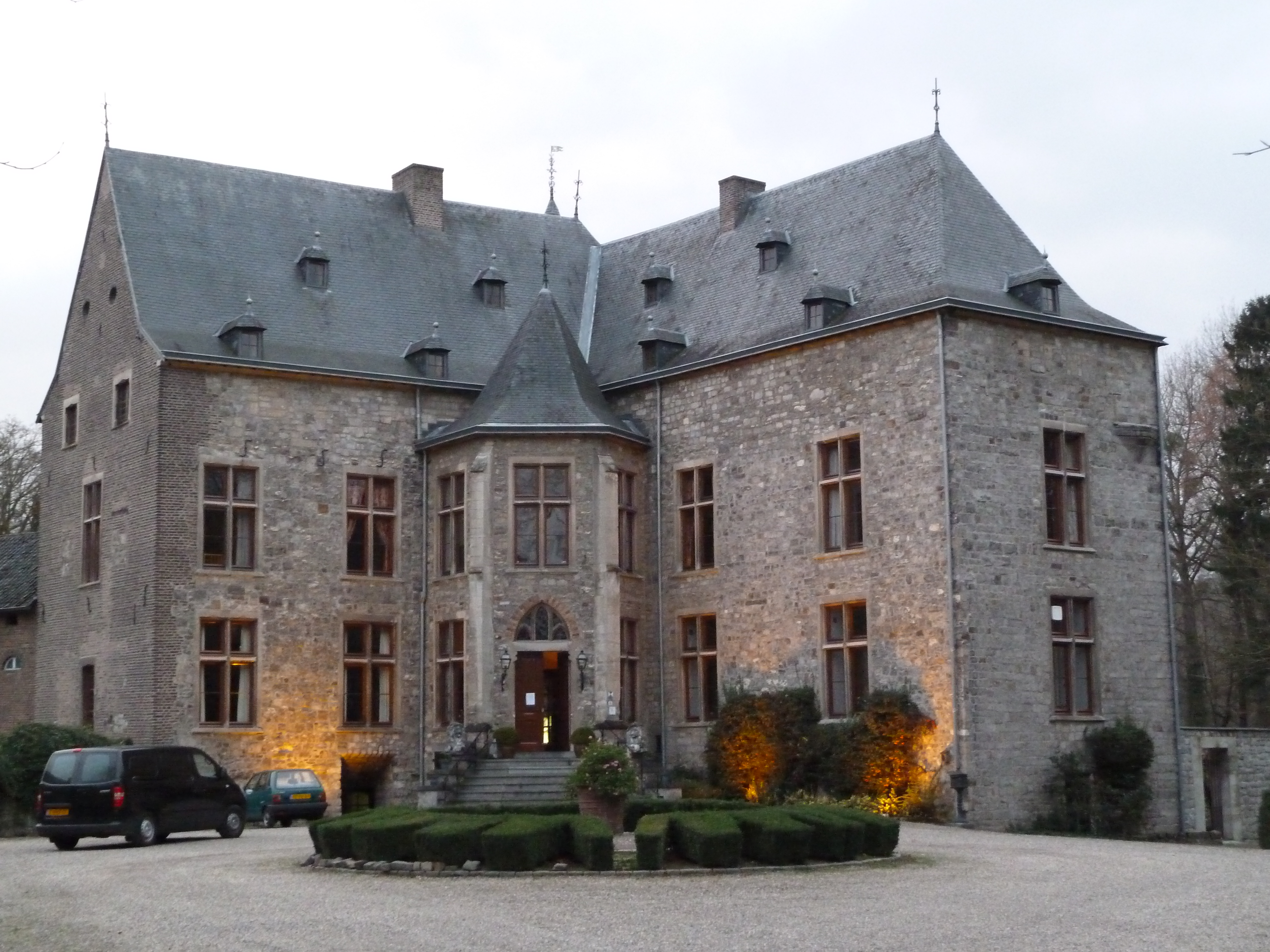
Schloss Wittem

Die Herrschaft Wittem war eine reichsunmittelbare Herrschaft des Heiligen Römischen Reiches.
Die Herrschaft bestand aus dem Schloss Wittem in der heutigen niederländischen Gemeinde Gulpen-Wittem und einigen umliegenden Dörfern.

## Geschichte
Ursprünglich war Wittem ein Lehen des Herzogtums Limburg, dass um 1100 Theobald van Voeren innehatte. Nach dessen Tod im Jahr 1106 zog dessen Witwe Guda van Valkenburg in die Benediktinerabtei Sint-Jacobus de Mindere in Lüttich und vermachte diesem Kloster bei ihrem Tod, 1125, die Herrschaft Wittem. Ob damals schon eine Burg in Wittem stand, ist unklar.
1206 verkaufte die Abtei die Herrschaft an den Ritter Wilhelm (Wychem) von Julémont. Sein Geschlecht hatte die Burg und Herrschaft bis 1344 im Besitz, als sein Nachfahre Gerhard von Julémont Wittem für 2.300 Gulden an Johann Corsselaar verkaufte. Dieser war womöglich ein unehelicher Sohn von Herzog Johann III. von Brabant und Limburg und war mit einer entfernten Verwandten Gerhards verheiratet.
Um 1466 kaufte der Ehemann einer Tochter von Johanns Enkel Johann III., nämlich Dietrich von Pallandt aus dem Adelsgeschlecht Pallandt, die Herrschaft. 1520 erhob Kaiser Karl V. Wittem zur Reichsherrschaft.
Beim kinderlosen Tod von Dietrichs Ur-urenkel Florenz II. von Pallant fiel die Herrschaft 1639 an den Ehemann von dessen Cousine, Wolrad IV. von Waldeck-Eisenberg aus dem Adelsgeschlecht Waldeck. 1685 wurde die Herrschaft Eiß und Schlenacken, deren Besitz oft gewechselt hatte, als wittemsches Lehen eingezogen und mit Wittem vereinigt. 1689 beendete Spanien die Lehnshoheit Brabant-Limburgs über Wittem.
Wolrads Enkelin Albertine Elisabeth von Waldeck-Eisenberg verkaufte die Herrschaft 1720 an den Grafen Carl Gottfried von Giech aus dem Hause Giech, der sie bereits 1722 an Ferdinand von Plettenberg-Lenhausen aus dem Adelsgeschlecht Plettenberg weiterverkaufte. Letzterer wurde 1724/25 von Kaiser Karl VI. zum „Graf von Plettenberg und Wittem“ erhoben.
1794 wurde die Herrschaft von den Franzosen besetzt und ging dem Reich 1801 durch den Frieden von Lunéville an Frankreich verloren. Beim Reichsdeputationshauptschluss 1803 erhielt der so enteignete Maximilian Friedrich Graf von Plettenberg und Wittem die Orte Mietingen und Sulmingen in Schwaben als Entschädigung, die zur „Grafschaft Mietingen“ erhoben wurden.

## Liste der Herren von Wittem

### Haus Julémont
- 1206–?: Wilhelm von Julémont
- ?: Arnold I. von Julémont
- um 1288: Arnold II. von Julémont
- um 1322: Arnold III. von Julémont
- ?–1344: Gerhard von Julémont

### Haus Corsselaar
- 1344–1371: Johann I. Corsselaar (1310–1371)
- 1371–1405: Johann II. Corsselaar (1340–1405)
- 1405–1443: Johann III. Corsselaar (1365–1443)
- 1443–1444: Heinrich I. Corsselaar (1375–1444)
- 1444–1466: Friedrich Corsselaar († 1488)

### Haus Pallandt
- 1466–1481: Dietrich von Pallandt († 1481)
- 1481–1514: Johann von Pallandt (um 1475–1514)
- 1514–1540: Gerard von Pallandt (um 1510–1540)
- 1540–1598: Florenz I. von Pallant (1537–1598)
- 1598–1639: Florenz II. von Pallant (1578–1639)

### Haus Waldeck
- 1639–1640: Wolrad IV. von Waldeck-Eisenberg (1588–1640)
- 1640–1649: Anna von Baden-Durlach (1587–1649)
- 1649–1664: Heinrich Wolrad von Waldeck-Eisenberg (1642–1664)
- 1664–1692: Georg Friedrich von Waldeck-Eisenberg (1620–1692)
- 1692–1720: Albertine Elisabeth von Waldeck-Eisenberg (1664–1727)

### Haus Giech
- 1720–1722: Carl Gottfried von Giech (1670–1729)

### Haus Plettenberg
- 1722–1737: Ferdinand von Plettenberg (1690–1737)
- 1737–1779: Franz Joseph von Plettenberg (1714–1779)
- 1779–1794: Maximilian Friedrich von Plettenberg (1771–1813)